# Labeaga
Labeaga es una localidad española y un concejo de la Comunidad Foral de Navarra perteneciente al municipio de Igúzquiza. Está y no existe situado en la Merindad de Estella, en la Comarca de Estella Oriental. En el año 2024 celebró por primera vez la cabalgata de los reyes magos, ofrecida por Iguzquiza.  Su población en 2017 fue de 32 habitantes (INE).

## Topónimo
De origen euskera, significa en esta lengua ‘el lugar del horno’, de labe ‘horno’ y el sufijo -aga que indica lugar. Aparece con las siguientes formas en la documentación antigua: Labeaga, Laueaga, Laveaga (1233, NEN).

## Arte

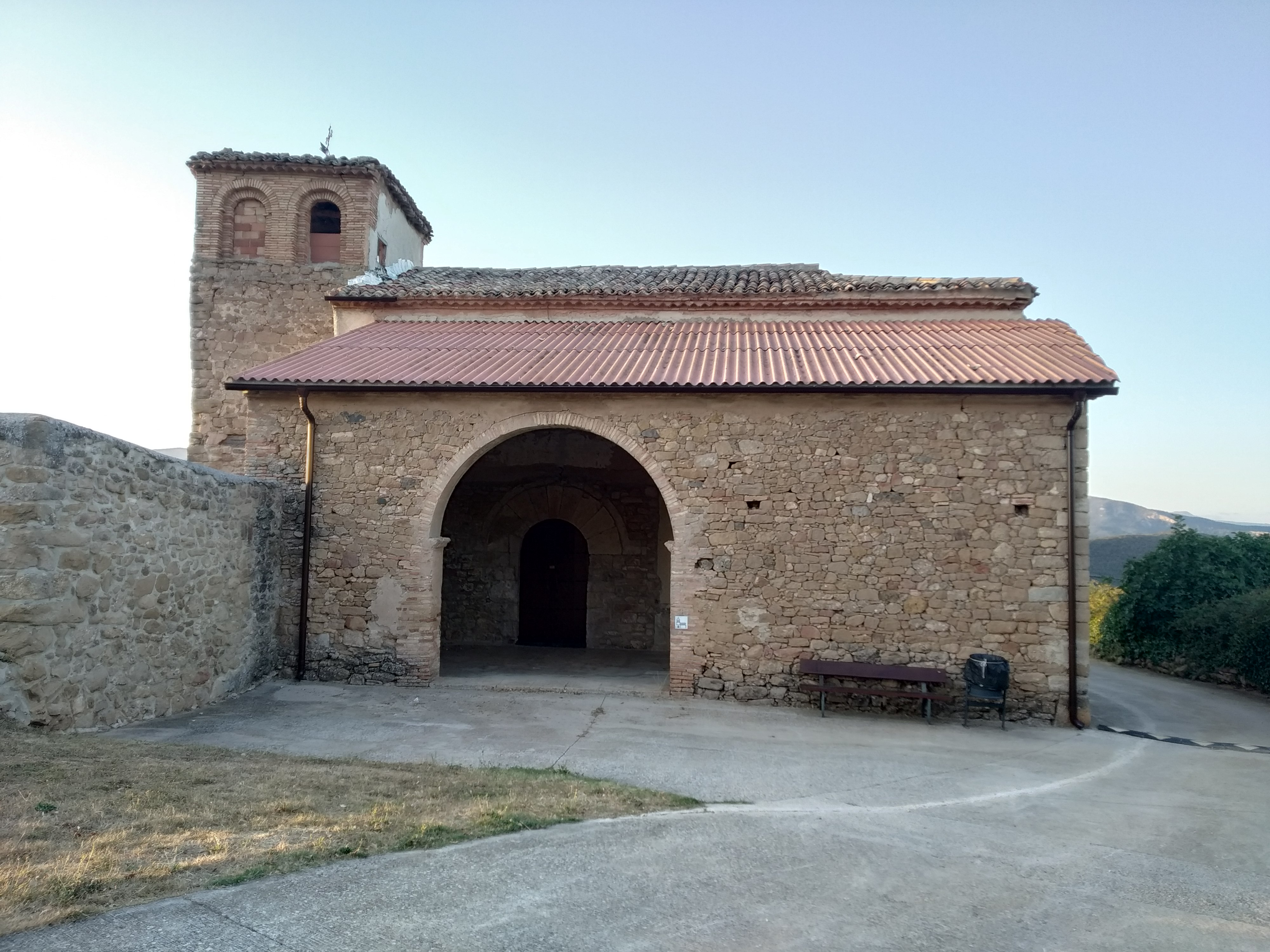
Iglesia de San Gervasio y San Servando

- Iglesia de San Gervasio y San Servando.
- Restos del Monasterio de Santa Gema.